# Ernest Hilgard
Ernest Hilgard (ur. 25 lipca 1904 w Belleville, zm. 2001) – amerykański psycholog. 
W 1930 roku obronił doktorat na Uniwersytecie Yale. W latach 1933–1969 był profesorem Uniwersytetu Stanforda. Od 1958 był członkiem Amerykańskiej Akademii Sztuk i Nauk. 
Interesował się głównie problematyką uczenia się zwierząt oraz ludzi.

## Ważniejsze prace
- Theories of Learning and Instruction (1964)
- Wprowadzenie do psychologii (wyd. pol. 1967)
- American Psychology in Historical Perspectives (red., 1976)
- Divided Consciousmess (1986)[1]